# Christian Benítez
Christian Rogelio Benítez Betancourt (Quito, 1 de mayo de 1986-Doha, 29 de julio de 2013), más conocido como Chucho, fue un futbolista ecuatoriano que se desempeñaba en la posición de delantero.
Comenzó su carrera en el club de El Nacional de Ecuador y luego se unió a Santos Laguna, con el que ganó el premio al Mejor Jugador del Torneo Clausura 2008. Pasó la temporada 2009-10 a préstamo al club Birmingham City de la Premier League. Benítez jugó 58 veces para el equipo nacional de fútbol de Ecuador desde su debut en 2005, anotando 24 goles. Su último club fue el El Jaish SC de Catar.

## Biografía
Benítez nació en Quito el 1 de mayo de 1986, era hijo del exfutbolista internacional Ermen Benítez y su madre Rita Betancourt. En 2007 se casó con Lisseth, hija del también jugador internacional Cléber Chalá; ella dio a luz a gemelos en agosto de 2009.

### Fallecimiento
Benítez falleció a los 27 años, después de sufrir un paro cardíaco el 29 de julio de 2013, luego de ser internado por dolores abdominales en un hospital de Doha, Catar, país a donde se había trasladado hacía veintidós días tras firmar con el club local El Jaish SC.
El jugador fue atendido en un hospital por sufrir un fuerte dolor en el estómago por náusea y vómito. Minutos después, le trataron por un dolor en el corazón, pero falleció. Posteriormente al suceso, familiares aseguraron a los medios que no recibió atención médica de inmediato.
El 30 de julio, diversos medios difundieron la versión de que la verdadera causa de la muerte del futbolista fue una peritonitis mal atendida, lo que le produjo la crisis cardíaca causante de su muerte. Finalmente se conoció mediante una primera autopsia en Catar, y luego se confirmó en una segunda realizada en Ecuador, que Benítez murió de causa natural debido a un problema congénito en la arteria coronaria, lo que complicó el bombeo del corazón, provocando el malestar abdominal y sobreesfuerzo que terminó en su deceso. La Federación Ecuatoriana de Fútbol informó que este problema solo puede ser detectado en una autopsia, por lo que era imposible detectarlo en los exámenes de salud hechos por los clubes a los que perteneció a lo largo de su carrera y que ningún método avanzado podría detectar, por lo que su muerte fue súbita de proceso prolongado.

#### Funeral
El 2 de agosto a las 1:57 de la madrugada, hora local, arribó el avión con los restos de Chucho al Aeropuerto Internacional Mariscal Sucre de la ciudad de Quito, Ecuador. Varios canales locales, transmitieron en vivo el suceso. Seguidores de Chucho acudieron a las afueras del aeropuerto y varias personalidades de la selección de fútbol, políticos y familiares ingresaron para recibir sus restos. Hinchas de El Nacional se concentraron a las afueras de la sede del club, en espera de la caravana fúnebre que se estacionó por varios minutos y siguió su marcha para realizar una segunda autopsia y el cambio de féretro.
El funeral se realizó en el Coliseo General Rumiñahui, desde las primeras horas de la mañana del 2 de agosto hasta el mediodía del 3 de agosto. Al velorio asistieron más de 100.000 personas, entre las cuales se encontraban sus familiares, figuras del deporte y la política como Iván Hurtado, Jefferson Montero, Antonio Valencia, Agustín Delgado, José Francisco Cevallos, Luis Chiriboga, Jorge Glas y el presidente de la república Rafael Correa. Chucho Benítez fue sepultado con la vestimenta de su matrimonio. Su entierro fue en el Camposanto Monteolivo, donde solo asistieron las personas más allegadas al futbolista.

#### Reacciones y homenajes
Mediante distintos medios (principalmente vía Twitter), muchos mostraron su malestar, condolencias y apoyo por el fallecimiento de Christian Benítez. Personalidades tan diversas como el presidente de Ecuador Rafael Correa, el de México Enrique Peña Nieto, el de la FIFA Joseph Blatter, futbolistas internacionales como Andrés Iniesta, Iker Casillas, Sergio Agüero, Mario Balotelli, Rio Ferdinand, Radamel Falcao, Guillermo Ochoa, entre muchos otros jugadores de fama mundial, de igual manera Antonio Valencia, Pedro Quiñónez, Gabriel Achilier, Felipe Caicedo, Jefferson Montero y todos sus amigos y compañeros de selección, así como también los cinco clubes donde jugó, los clubes de Ecuador, los clubes de México, sus excompañeros y una infinidad más de instituciones, entidades, organizaciones, medios de comunicación, personas públicas, y aficionados al fútbol.
El 3 de agosto de 2013, el Club América, último club con quien se coronó campeón de la liga, le rindió un homenaje con un encuentro aprovechando un encuentro de liga ante el Atlas, realizado en el Estadio Azteca ante más de 80,000 espectadores, con triunfo de los americanistas de 3-0. Mientras tanto ese mismo día en Torreón, el Santos Laguna también rindió homenaje a "Chucho" destacando que en una de las bancas se colocó una camiseta con el número 11. También en el partido del 6 de septiembre de Colombia y Ecuador se le rindió un minuto de silencio al gran "Chucho".

## Trayectoria

### El Nacional
Inició su carrera en El Nacional en 1997, a los 12 años de edad.
Considerado como uno de los mejores jugadores ecuatorianos de la historia, Benítez fue descubierto por el FC Barcelona de España debido a sus destacadas actuaciones en el El Nacional, aunque el club negó cualquier conocimientos de interés del FC Barcelona. Él también estaba vinculado con un traspaso al Manchester United de la Premier League.
Benítez en poco tiempo se convirtió en una figura de El Nacional, al convertirse en goleador del torneo con 29 goles en 83 partidos, además de ganar la Clausura de 2005 y el Campeonato de Liga de 2006, y de ser figura clave en la Copa Libertadores de 2006.

### Santos Laguna
En julio de 2007, se trasladó a Santos Laguna de la Primera División de México. Con su llegada y la de Vicente Matías Vuoso, Santos tuvo una temporada impresionante con victorias en varios clubes mexicanos de fútbol. Fue considerado uno de los mejores delanteros extranjeros en la liga mexicana junto Giancarlo Maldonado, Humberto Suazo, Salvador Cabañas y Héctor Mancilla. En 2007, Benítez recibió un premio como el mejor futbolista ecuatoriano que juega fuera del Ecuador, éxito conseguido también por el jugador Edison Méndez, del PSV Eindhoven.
A pesar del interés del club portugués Benfica, Benítez decidió quedarse en México. Con sus 10 goles hizo una importante contribución a Santos para ganar el título del Clausura 2008, y su recompensa personal fue la selección como el mejor jugador de la temporada. Benítez es el cuarto ecuatoriano en ganar un campeonato mexicano, después de Ítalo Estupiñán, Álex Aguinaga, y Agustín Delgado.

### Birmingham City Football Club

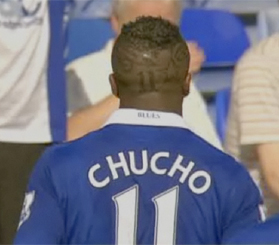
Chucho con el Birmingham en 2009.

El 3 de junio de 2009, Birmingham había anunciado la firma de Benítez en un contrato de tres años para una tasa de transferencia del club, que la prensa especula que en la región de £ 6,000,000 aumento de 9 millones de libras. La decisión estaba sujeta a que el delantero debía recibir un permiso de trabajo y pasar el reconocimiento médico. El médico reveló los problemas imprevistos de la rodilla, que llevó a que el acuerdo se renegoció en una "compra protegida" base. El club pagaría una suma inicial de USD 2 millones (£ 1,2 m) con una opción para cancelar el acuerdo por razones médicas después del primer año, a partir de entonces la tasa podría aumentar, dependiendo de las apariciones y el éxito, a un récord del club USD12,5 millones (£ 7.7 m). El jugador finalmente firmado el 7 de julio. El club más tarde aclaró que era, de hecho, en calidad de préstamo. Mientras se recuperaba de una cirugía en el hombro y en espera de su visa, Benítez jugó en todos los partidos de la selección de Ecuador sin pedir permiso del club.
Hizo su debut en Birmingham como sustituto en la segunda mitad en el partido inaugural de Birmingham de la temporada, con una derrota por 1-0 ante el Manchester United, y estuvo cerca de igualar, dibujando una "zambullida maravillosa salvada con una sola mano" de Ben Foster. Su primer gol de la liga fue contra el Hull City el 19 de septiembre; jugó un papel clave en la victoria por 1-0 y podría haber tenido un tres tantos, pero por el portero Boaz Myhill no pudo. Anotó su primer gol para los azules el 9 de noviembre al Liverpool, con un cabezazo a corta distancia después de que Scott Dann habría asistido con la cabeza el balón en el área, en un partido que terminó 2-2. Anotó el primer gol de los que el técnico Alex McLeish describió como "dos goles con clase", con los que el Birmingham dejó al Everton fuera de la Copa FA en el Goodison Park. Sin embargo, después de su temporada produjo solo cuatro goles y el intento de renegociar la tasa de transferencia acordada con el Birmingham no tuvo éxito, por lo que el club optó por no tomar su opción de compra, y el jugador regresó al Santos Laguna.

### Regreso al Santos Laguna
El 21 de julio de 2010 firmó un contrato de 3 años con el Santos Laguna. Se destacó en la temporada marcando goles y convirtiéndose en el goleador del Apertura 2010 con 16 goles, siendo apenas el segundo ecuatoriano en conquistar la Liga Mexicana. Con esto se suponía el interés de varios equipos por contar con sus servicios, entre ellos estaba el Celtic de Escocia. Condujo al Santos a liderar la tabla de puntuación, pero tuvieron la derrota en la final ante el Club de Fútbol Monterrey.
Para el 2011 Benítez no corrió con la misma suerte que en la temporada pasada, ya que sufrió de muchas lesiones que no lo permitieron jugar, en su regreso Benítez no logra recuperar su nivel y apenas marca 3 goles en toda la temporada y siendo también eliminados de la liguilla final.

### América

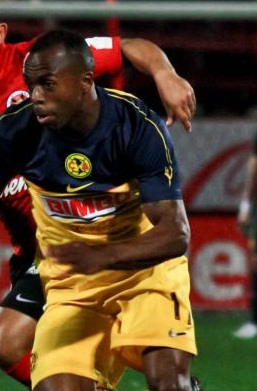
Christian Benítez jugando contra Tijuana en 2012.

El 22 de mayo de 2011 se da a conocer que es fichado por el América para el Apertura 2011 por de 10 millones de dólares, la cifra más alta hasta el momento en la historia del fútbol mexicano. El 24 de julio de 2011 hace su debut oficial con su nuevo equipo en contra de los Gallos Blancos del Querétaro anotando en una ocasión además de un tiro que terminó en autogol al portero Liborio Sánchez.
El domingo 21 de agosto de 2011 el Chucho anotó su primer "Hat-trick" con el equipo en la goleada de 5-2 contra Rojinegros del Atlas en partido correspondiente a la sexta jornada del Apertura 2011 del fútbol mexicano disputado en la cancha del Estadio Azteca en la capital mexicana. El ecuatoriano marcó a los minutos 69, 77 y 92 y puso pase de gol al uruguayo Vicente Sánchez al 53 convirtiéndose. En su primer clásico, anotó de cabeza en la derrota de 3-1 ante Chivas Rayadas del Guadalajara.
Benítez compartió el Campeonato de Goleo Individual junto al futbolista uruguayo Iván Alonso, perteneciente a los Diablos Rojos de Toluca, con 14 goles. Seis meses después, en Torneo de Apertura 2012 de la Liga MX volvió a conseguir el campeonato de Goleo Individual, ahora con solo 11 goles, y nuevamente compartiéndolo ahora con el jugador chileno Esteban Paredes del Potros de Hierro del Atlante. Además del bicampeonato de goleo, al siguiente torneo, en el Clausura 2013, anotó 12 goles para convertirse en tricampeón de goleo. Su último partido con este club fue el 26 de mayo de 2013 en el Estadio Azteca, donde se coronaron campeones del Clausura 2013 tras haber ganado 2-1 (4-2 en penales) ante Cruz Azul.

### El Jaish SC
El 6 de julio de 2013, dejó oficialmente el club América y firmó con El Jaish SC de la Liga de fútbol de Catar. El 28 de julio, un día antes de fallecer, entró al cambio unos minutos en la victoria 2-0 frente a Qatar SC por la semifinal de la Copa del Jeque Jassem, "sin quejarse de los problemas de salud", de acuerdo con funcionarios de El Jaish, siendo este su único partido en el club.

## Selección nacional

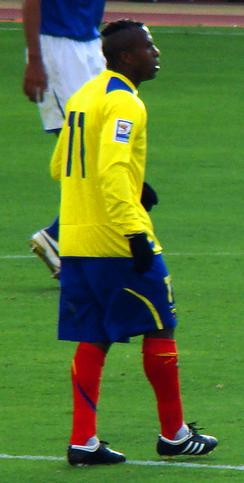
Benítez en la selección de Ecuador.

Benítez participó en el mundial que se jugó en Alemania, logrando llegar a octavos de final siendo la Selección sorpresa del certamen. Impresionó con su habilidad y velocidad, llegó a ser candidato para el Premio Gillette al Mejor Jugador Joven de la Copa. Su única aparición fue en la derrota de Ecuador sobre Alemania (0-3) en sustitución de Félix Borja.
Su primer gol internacional lo convirtió frente a Perú en un partido amistoso disputado en East Rutherford, Estados Unidos. El 6 de junio de 2007, Benítez logra convertir otro gol, de nuevo contra Perú en la victoria 2-0, disputado en España. También anotó en el empate 1-1 ante la República de Irlanda, en un partido amistoso, jugado en Nueva Jersey el 23 de mayo de 2006. Esto añadido la creencia de que podía sobresalir en Europa. Participó en la Copa América 2007 como delantero estrella de la Selección, donde anotó un gol ante Chile. A pesar de su buen juego Ecuador fue eliminado en la primera fase del certamen. En un amistoso contra El Salvador el 8 de septiembre de 2007, Benítez marcó dos goles en un rotundo triunfo en casa por 5-1 en Quito.
En la clasificación a la Copa del Mundo de 2010 contra Bolivia, marcó el tercer gol de su país en la victoria por 3-1. Un mes más tarde, anotó el único gol contra Chile.
Con la llegada del técnico Reinaldo Rueda, Benítez logra convertirse en el delantero titular e inamovible de la selección, siendo esta una de sus mejores etapas en la Selección.
Tras su sentido fallecimiento la Federación Ecuatoriana de Fútbol decide retirar la dorsal número 11 en su honor, ya que Chucho jugó con éste número en las últimas dos eliminatorias a los Mundiales del 2010 y 2014.

### Participaciones Copa América
| Copa              | Sede      | Resultado     | Partidos | Goles |
| ----------------- | --------- | ------------- | -------- | ----- |
| Copa América 2007 | Venezuela | Primera ronda | 3        | 1     |
| Copa América 2011 | Argentina | Primera ronda | 3        | 0     |

### Participaciones en Eliminatorias Mundialistas
| Edición           | Resultado       | PJ | G |
| ----------------- | --------------- | -- | - |
| Eliminatoria 2006 | 3° Clasificado  | 0  | 0 |
| Eliminatoria 2010 | 6° No clasificó | 14 | 3 |
| Eliminatoria 2014 | 4° Clasificado  | 8  | 4 |

### Participaciones en Copas del Mundo
| Mundial                        | Sede     | Resultado        | Partidos | Goles |
| ------------------------------ | -------- | ---------------- | -------- | ----- |
| Copa Mundial de Fútbol de 2006 | Alemania | Octavos de final | 1        | 0     |

## Clubes
| Club            | País       | Año                      |
| --------------- | ---------- | ------------------------ |
| El Nacional     | Ecuador    | 2004 - 2007              |
| Santos Laguna   | México     | 2007 - 2009, 2010 - 2011 |
| Birmingham City | Inglaterra | 2009 - 2010              |
| Club América    | México     | 2011 - 2013              |
| El Jaish SC     | Catar      | 2013                     |

## Estadísticas

### Clubes
| El Nacional · Ecuador |               |               |     |     |    |   |   |    |    |   |     |     |     |      |      |
| 1.ª | 2004          | 1             | 0   | 0   | —  | — | — | —  | —  | — | 1   | 0   | 0   | 0,00 |      |
| 1.ª | 2005          | 30            | 6   | 8   | —  | — | — | 1  | 0  | 0 | 31  | 6   | 8   | 0,19 |      |
| 1.ª | 2006          | 38            | 16  | 10  | —  | — | — | 12 | 0  | 3 | 50  | 16  | 13  | 0,32 |      |
| 1.ª | 2007          | 15            | 7   | 3   | —  | — | — | 4  | 1  | 1 | 19  | 8   | 4   | 0,42 |      |
| Total club | Total club    | 84            | 29  | 21  | 0  | 0 | 0 | 17 | 1  | 4 | 101 | 30  | 25  | 0,30 |      |
| Santos Laguna · México |               |               |     |     |    |   |   |    |    |   |     |     |     |      |      |
| 1.ª | 2007-08       | 40            | 17  | 8   | —  | — | — | —  | —  | — | 40  | 17  | 8   | 0,43 |      |
| 1.ª | 2008-09       | 20            | 14  | 6   | —  | — | — | 11 | 6  | 0 | 31  | 20  | 6   | 0,65 |      |
| 1.ª | 2010-11       | 35            | 20  | 9   | —  | — | — | 4  | 1  | 2 | 39  | 21  | 11  | 0,54 |      |
| Total club | Total club    | 95            | 51  | 23  | 0  | 0 | 0 | 15 | 7  | 2 | 110 | 58  | 25  | 0,53 |      |
| Birmingham City FC Inglaterra |               |               |     |     |    |   |   |    |    |   |     |     |     |      |      |
| 1.ª | 2009-10       | 30            | 3   | 5   | 6  | 1 | 2 | —  | —  | — | 36  | 4   | 7   | 0,08 |      |
| Total club | Total club    | 30            | 3   | 5   | 6  | 1 | 2 | 0  | 0  | 0 | 36  | 4   | 7   | 0,11 |      |
| América · México |               |               |     |     |    |   |   |    |    |   |     |     |     |      |      |
| 1.ª | 2011-12       | 36            | 22  | 9   | —  | — | — | —  | —  | — | 36  | 22  | 9   | 0,61 |      |
| 1.ª | 2012-13       | 43            | 30  | 6   | —  | — | — | —  | —  | — | 43  | 30  | 6   | 0,70 |      |
| Total club | Total club    | 79            | 52  | 15  | 0  | 0 | 0 | 0  | 0  | 0 | 79  | 52  | 15  | 0,66 |      |
| El Jaish SC Catar |               |               |     |     |    |   |   |    |    |   |     |     |     |      |      |
| 1.ª | 2013          | —             | —   | —   | 1  | 0 | 0 | —  | —  | — | 1   | 0   | 0   | 0,00 |      |
| Total club | Total club    | 0             | 0   | 0   | 1  | 0 | 0 | 0  | 0  | 0 | 1   | 0   | 0   | 0,00 |      |
| Total carrera | Total carrera | Total carrera | 288 | 135 | 64 | 7 | 1 | 2  | 32 | 8 | 6   | 327 | 144 | 72   | 0,44 |
| (1) Incluye datos de la Copa de la Liga de Inglaterra / FA Cup (2009-10); Copa del Jeque Jassem (2013). (2) Incluye datos de la Copa Sudamericana / Copa Libertadores (2005-07); SuperLiga Norteamericana / Concacaf Liga Campeones (2008-11). (3) No incluye goles en partidos amistosos. |               |               |     |     |    |   |   |    |    |   |     |     |     |      |      |

### Selección
| Selección                                                                              | Temporada     | Amistosos | Amistosos | Amistosos | Sudamérica(1) | Sudamérica(1) | Sudamérica(1) | Mundial | Mundial | Mundial | Total | Total | Total  | Media goleadora |
| Selección                                                                              | Temporada     | Part.     | Goles     | Asist.    | Part.         | Goles         | Asist.        | Part.   | Goles   | Asist.  | Part. | Goles | Asist. | Media goleadora |
| -------------------------------------------------------------------------------------- | ------------- | --------- | --------- | --------- | ------------- | ------------- | ------------- | ------- | ------- | ------- | ----- | ----- | ------ | --------------- |
| Absoluta · Ecuador                                                                     | 2005          | 3         | 0         | 1         | —             | —             | —             | —       | —       | —       | 3     | 0     | 1      | 0,00            |
| Absoluta · Ecuador                                                                     | 2006          | 3         | 1         | 0         | —             | —             | —             | 1       | 0       | 0       | 4     | 1     | 0      | 0,25            |
| Absoluta · Ecuador                                                                     | 2007          | 6         | 4         | 2         | 7             | 1             | 2             | —       | —       | —       | 13    | 5     | 4      | 0,39            |
| Absoluta · Ecuador                                                                     | 2008          | 2         | 1         | 0         | 4             | 2             | 1             | —       | —       | —       | 6     | 3     | 1      | 0,50            |
| Absoluta · Ecuador                                                                     | 2009          | —         | —         | —         | 6             | 1             | 1             | —       | —       | —       | 6     | 1     | 1      | 0,17            |
| Absoluta · Ecuador                                                                     | 2010          | 4         | 5         | 0         | —             | —             | —             | —       | —       | —       | 4     | 5     | 0      | 1,25            |
| Absoluta · Ecuador                                                                     | 2011          | 7         | 4         | 3         | 5             | 2             | 2             | —       | —       | —       | 12    | 6     | 5      | 0,50            |
| Absoluta · Ecuador                                                                     | 2012          | 2         | 0         | 0         | 5             | 1             | 0             | —       | —       | —       | 7     | 1     | 0      | 0,14            |
| Absoluta · Ecuador                                                                     | 2013          | 3         | 1         | 1         | 2             | 1             | 0             | —       | —       | —       | 5     | 2     | 1      | 0,40            |
| Absoluta · Ecuador                                                                     | Total         | 30        | 16        | 7         | 29            | 8             | 6             | 1       | 0       | 0       | 60    | 24    | 13     | 0,40            |
| Total carrera                                                                          | Total carrera | 30        | 16        | 7         | 29            | 8             | 6             | 1       | 0       | 0       | 60    | 24    | 13     | 0,40            |
| (1) Incluye los partidos de la Copa América / Clasificatorias Sudamericanas (2007-13). |               |           |           |           |               |               |               |         |         |         |       |       |        |                 |

### Resumen estadístico
| Competición           | Partidos | Goles | Promedio | Asistencias | Promedio | Goles y asistencias | Promedio |
| --------------------- | -------- | ----- | -------- | ----------- | -------- | ------------------- | -------- |
| Primera División      | 288      | 135   | 0,47     | 64          | 0,20     | 192                 | 0,67     |
| Copas nacionales      | 7        | 1     | 0,14     | 2           | 0,29     | 3                   | 0,43     |
| Copas internacionales | 32       | 8     | 0,25     | 6           | 0,19     | 14                  | 0,44     |
| Selección adulta      | 60       | 24    | 0,40     | 13          | 0,22     | 37                  | 0,62     |
| Total                 | 387      | 168   | 0,44     | 85          | 0,20     | 246                 | 0,64     |

### Hat-tricks
| 1 | 21 de agosto de 2011   | Azteca, Ciudad de México | América - Atlas     |  | 5 - 2 | Apertura 2011 |
| 2 | 3 de noviembre de 2012 | Azteca, Ciudad de México | América - Pachuca   |  | 4 - 0 | Apertura 2012 |
| 3 | 2 de marzo de 2013     | Azteca, Ciudad de México | América - Cruz Azul |  | 3 - 0 | Clausura 2013 |
| 4 | 27 de abril de 2013    | Hidalgo, Pachuca de Soto | Pachuca - América   |  | 2 - 4 | Clausura 2013 |

## Palmarés

### Campeonatos nacionales
| Título                 | Club          | País    | Año  |
| ---------------------- | ------------- | ------- | ---- |
| Campeonato Ecuatoriano | El Nacional   | Ecuador | 2005 |
| Campeonato Ecuatoriano | El Nacional   | Ecuador | 2006 |
| Liga MX                | Santos Laguna | México  | 2008 |
| Liga MX                | América       | México  | 2013 |

### Campeonatos internacionales amistosos
| Título              | Selección            | País   | Año  |
| ------------------- | -------------------- | ------ | ---- |
| Copa Desafío Latino | Selección de Ecuador | España | 2007 |

### Distinciones individuales
| Distinción                                        | Año  |
| ------------------------------------------------- | ---- |
| Mejor Jugador del Campeonato Ecuatoriano          | 2006 |
| Mejor Jugador del Torneo Clausura de México       | 2008 |
| Campeón de goleo de la Primera División de México | 2010 |
| Campeón de goleo de la Primera División de México | 2012 |
| Campeón de goleo de la Primera División de México | 2012 |
| Mejor Jugador del Torneo Apertura de México       | 2012 |
| Campeón de goleo del Torneo Clausura de México    | 2013 |